# Old Vicksburg Bridge
Die Old Vicksburg Bridge, auch Mississippi River Bridge, ist eine eingleisige Eisenbahnbrücke über den Mississippi River zwischen Delta in Louisiana und Vicksburg in Mississippi. Sie wird vom Warren County verwaltet und von der Kansas City Southern Railway genutzt. Die Fachwerkbrücke wurde 1930 ursprünglich als kombinierte Eisenbahn- und Straßenbrücke in Betrieb genommen und führte bis zur Eröffnung der benachbarten neuen Vicksburg Bridge 1973 den U.S. Highway 80 parallel zum Bahngleis. Die Brücke wurde 1989 in das National Register of Historic Places aufgenommen und der Straßenverkehr über die Brücke 1998 komplett eingestellt.

## Geschichte

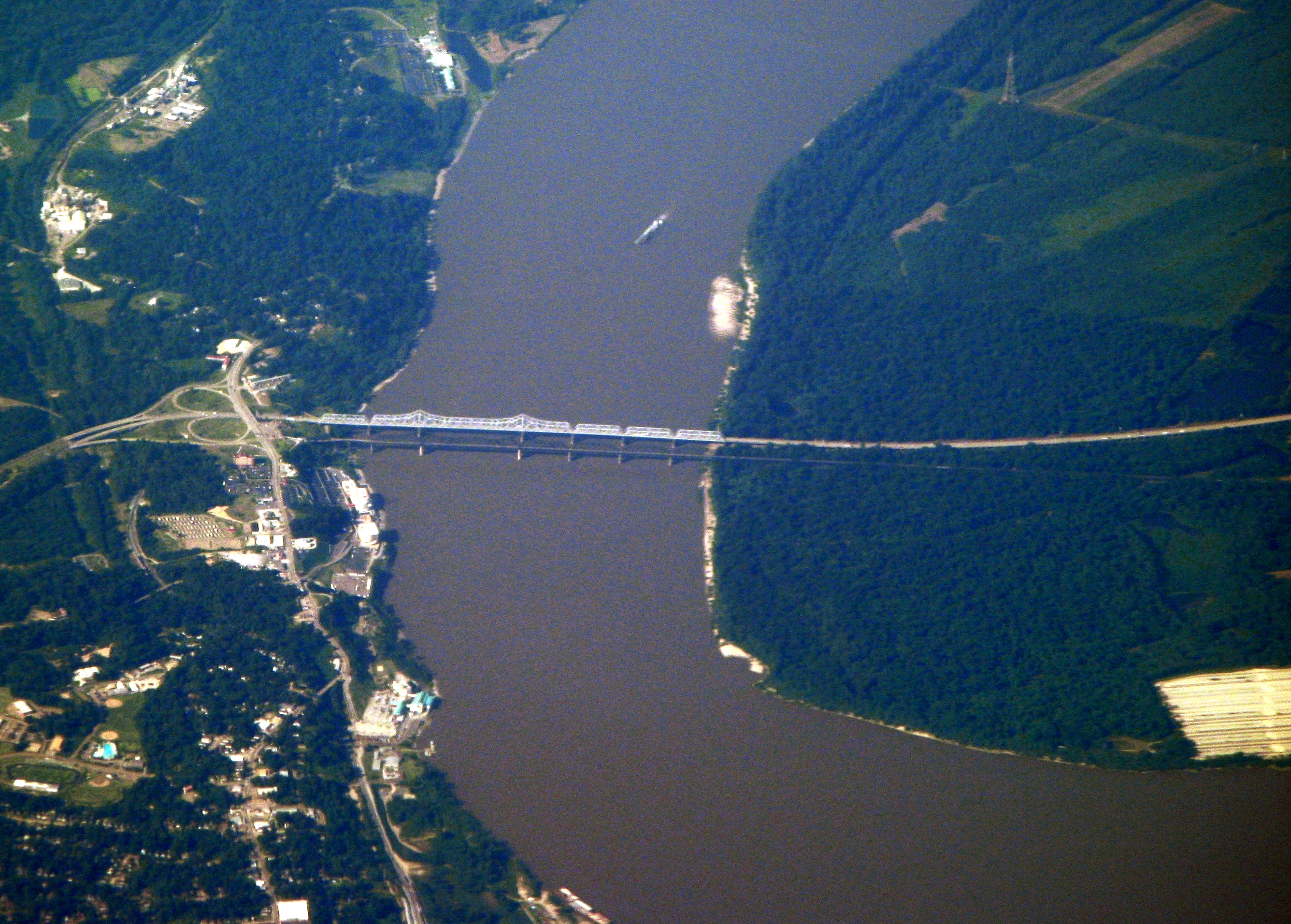
Die alte und neue Vicksburg Bridge über den Mississippi, Blick nach Süden, Vicksburg ist unten links.

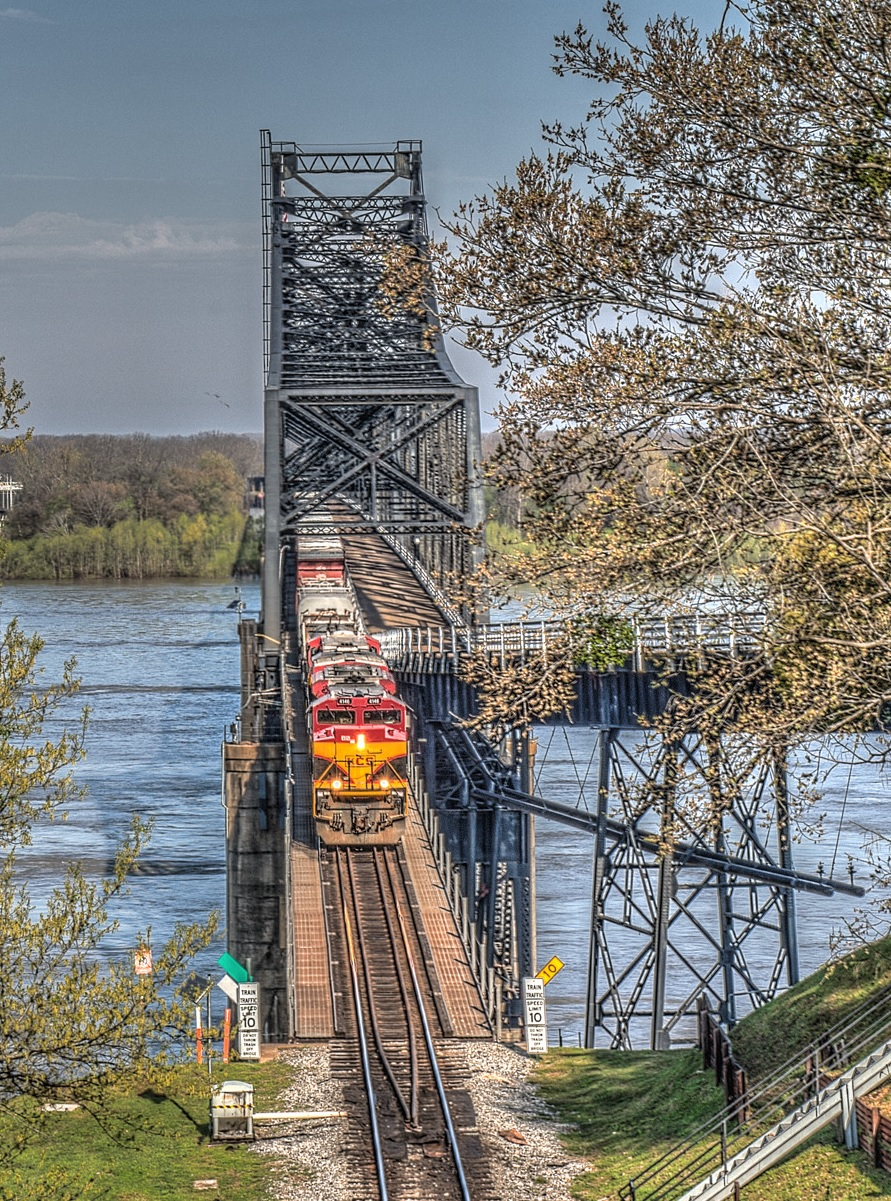
Gleisbett und Fahrbahn nebeneinander innerhalb des Fachwerkträgers, Blick in Richtung Louisiana.

Bis zum Bau der Brücke verband eine Eisenbahnfähre die Strecken Meridian–Vicksburg der Alabama and Vicksburg Railroad und Delta–Lorraine der Vicksburg, Shreveport and Pacific Railway. Die beiden Eisenbahngesellschaften waren Teil des amerikanischen Eisenbahn-Investments des Bankiers Frédéric Emile Baron d’Erlanger. Die Emile Erlanger & Co. verpachtete die Stecken ab 1926 an die Yazoo and Mississippi Valley Railroad (Tochtergesellschaft der Illinois Central Railroad), die die Eisenbahnfähre durch eine Brücke ersetzen wollte, deren Verkehrsaufkommen bei rund 100.000 Eisenbahnwagen jährlich lag.
Nach der Gründung der Vicksburg Bridge & Terminal Company wurde durch Harrington, Howard & Ash eine Fachwerkbrücke für den kombinierten Eisenbahn- und Straßenverkehr entworfen und zwischen 1928 und 1930 errichtet. Finanziert wurde der Bau durch den Verkauf von Anleihen und Gesellschaftsanteilen, die Benutzung des Eisenbahngleises durch die Yazoo and Mississippi Valley Railroad regelte ein 50-jähriger Pachtvertrag. Das Warren County erwarb die Brücke 1947. Die Brücke führte innerhalb der Fachwerkträger ein Gleis und eine 5,5 Meter breite Fahrbahn für den U.S. Highway 80. Mit dem Neubau der benachbarten Vicksburg Bridge für die Interstate 20 1973, wurde der U.S. Highway 80 dorthin verlagert und der Straßenverkehr über die Brücke 1998 komplett eingestellt. Die Brücke wurde 1989 in das National Register of Historic Places aufgenommen (NRHP#: 88002423).

## Beschreibung
Die Old Vicksburg Bridge ist eine Kombination aus mehreren Fachwerkträgern über den Mississippi mit einer Gesamtlänge von 948 m und circa 1,5 km Balkenbrücken für die Zufahrten. Über der Schifffahrtsrinne befindet sich ein Gerberträger mit 507,5 m Länge, mit der größten Spannweite von 251,5 m. Die Höhe beträgt zwischen 16,8 m und 36,6 m (direkt über den Strompfeilern). Auf der Vicksburg-Seite schließt sich ein 55 m langer Fachwerkträger mit obenliegender Fahrbahn an, gefolgt von separaten Trestle-Brücken bis zu jeweiligen Widerlager für das Eisenbahngleis und die Fahrbahn, wobei diese schon auf dem letzten Fachwerkträger zur Trestle-Brücke hin ansteigt. Auf der Louisiana-Seite Richtung Delta folgen auf den Gerberträger drei baugleiche Fachwerkträger mit untenliegender Fahrbahn, die gleich den Kragträgern des Gerberträgers Spannweiten von 127,7–128,9 m besitzen. Daran schließen sich Balkenbrücken von über einem Kilometer Gesamtlänge bis zum Widerlager an, die das Gleis und die Fahrbahn gemeinsam führen. Die Fahrbahn hat eine Breite von 5,5 m, wobei die Breite der Fachwerkträger bei 11,6 m liegt. Die geringe Fahrbahnbreite von etwas über zwei Meter pro Richtung war der Hauptgrund für die Stilllegung der Kraftverkehrsverbindung über die Brücke.